# پوسکو اینترنشنال
پوسکو اینترنشنال (به کره‌ای: 포스코인터내셔널) شرکت بازرگانی کره‌ای است، که زیرمجموعه‌ای از پوسکو به‌شمار می‌آید و در زمینه تجارت کالاهای اقتصادی، فولاد و فلزات گرانبها، ماشین‌آلات صنعتی و تجهیزات کارخانجات، قطعات خودرو و ماشین‌آلات ساخت‌وساز، محصولات نساجی، مواد شیمیایی و مواد معدنی، همچنین در زمینه سرمایه‌گذاری در پروژه‌های توسعه کارخانجات صنعتی و استخراج معادن و نیز سرمایه‌گذاری خارجی فعالیت می‌کند. پوسکو اینترنشنال در سال ۱۹۶۷ توسط کیم وو چونگ به‌عنوان بازوی ارائه خدمات تجاری گروه دوو و با عنوان دوو اینترنشنال راه‌اندازی شد. این شرکت در سال ۱۹۹۹ در پی ورشکستگی شرکت دوو، از این گروه، تفکیک شد. پوسکو اینترنشنال هم‌اکنون بزرگ‌ترین شرکت بازرگانی کره جنوبی می‌باشد.
دفتر مرکزی این شرکت در شهر سئول، کره جنوبی قرار دارد و بخشی از سهام آن در بازار بورس کره معامله می‌شود.
پوسکو با ۶۰٫۳۱٪ شرکت مدیریت سرمایه‌گذاری کره با ۱٫۴۷٪ و شرکت سرمایه‌گذاری‌های فیدلیتی با در اختیار داشتن ۱٫۲ درصد از سهام شرکت پوسکو اینترنشنال، بزرگ‌ترین سهام‌داران آن به‌شمار می‌آیند.